# AFS (aviación)

Bandera del ICAO

El AFS (servicio fijo aeronáutico) es un servicio de telecomunicación entre puntos fijos especificados proporcionó principalmente para la seguridad de la navegación aérea y para el regular, operación eficaz y económica de servicios de aire. ("Servicio de aire" significa cualquier servicio de aire planificado actuado por aeronaves para el transporte público de pasajeros, correo o cargo.) El AFS está proporcionado por voz y redes de dato, incluyendo:
Aun así, cualquier radiocomunicación aeronáutica entre puntos fijos especificados pertenece – de acuerdo con artículo 1.20 de la Unión de Telecomunicación Internacional´s (ITU) Controles por Radio (RR) – y servicios Fijos.